# Desmometopa evanescens
Desmometopa evanescens är en tvåvingeart som beskrevs av Curtis Williams Sabrosky 1983. Desmometopa evanescens ingår i släktet Desmometopa och familjen sprickflugor.
Artens utbredningsområde är Panama. Inga underarter finns listade i Catalogue of Life.